# Gyepükaján, Veszprém
Gyepükaján  este un sat în districtul Sümeg, județul Veszprém, Ungaria, având o populație de 359 de locuitori (2011). 

## Demografie
Componența etnică a satului Gyepükaján
     Maghiari (97,6%)
     Romi (2,4%)
Componența confesională a satului Gyepükaján
     Romano-catolici (69,36%)
     Fără religie (10,03%)
     Reformați (3,62%)
     Necunoscută (16,16%)
     Luterani (0,84%)
     Alte religii (1,11%)
Conform recensământului din 2011, satul Gyepükaján avea 359 de locuitori. Din punct de vedere etnic, majoritatea locuitorilor (97,6%) erau maghiari, cu o minoritate de romi (2,4%).  Din punct de vedere confesional, majoritatea locuitorilor (69,36%) erau romano-catolici, existând și minorități de persoane fără religie (10,03%) și reformați (3,62%). Pentru 16,16% din locuitori nu este cunoscută apartenența confesională.